# Sultanato de Zanzibar
O Sultanato de Zanzibar (em árabe: سلطنة زنجبار), era um sultanato existente no arquipélago de Zanzibar, na costa da África Oriental. Entre 1698 e 1856, fez parte do Império Omani, como um sultanato autônomo. Após 1856, se tornou um Sultanato independente até 1890, quando se tornou um protetorado britânico. Em 1963, o sultão Janxide ibne Abedalá de Zanzibar declarou a independência do sultanato de Zanzibar, transformando o país em uma monarquia constitucional, em 1964, o sultão foi derrubado após a Revolução de Zanzibar, fundando a República Popular de Zanzibar e Pemba. No mesmo ano, o país uniu-se a Tanganica, formando a atual República Unida da Tanzânia.

## História
Em 1698, Zanzibar se tornou parte de Omã após Saif bin Sultan, o Imam de Omã, derrotar os portugueses em Mombaça. Em 1832, ou 1840 (a data varia entre as fontes), o governante de Omã disse que o Said bin Sultan mudou sua corte de Mascate a Cidade de Pedra, na ilha de Unguja. Ele estabeleceu uma elite dominante árabe e incentivou o desenvolvimento de plantações de cravo, usando trabalho escravo na ilha. O comércio de Zanzibar caiu cada vez mais nas mãos de comerciantes do subcontinente indiano, que eram incentivados a se estabelecer na ilha. Depois de sua morte, em 1856, dois de seus filhos, Majide ibne Saíde e Tuaini ibne Saíde, lutaram pela sucessão, então Zanzibar e Omã foram divididos em dois reinos separados. Tuaini tornou-se o Sultão de Mascate e Omã, enquanto Majide tornou-se o primeiro Sultão de Zanzibar, mas obrigado a pagar um tributo anual ao tribunal de Omã em Mascate. Durante o seu reinado de 14 anos como sultão, Majide consolidou seu poder em torno do comércio de escravos do Leste da África. Seu sucessor, Bargaxe ibne Saíde de Zanzibar, ajudou a abolir o tráfico de escravos em Zanzibar e em grande parte desenvolveu a infra-estrutura do país. O terceiro Sultão, Califa ibne Saíde de Zanzibar, também promoveu o progresso do país em direção a abolição da escravatura.

### Perda dos domínios no continente
Até 1884, os Sultões de Zanzibar controlavam um parte substancial da costa Leste da África, conhecida como Zanj, e rotas de comércio que se estende mais para o continente, até Quindu, no rio Congo. Naquele ano, no entanto, a Sociedade de Colonização da Alemanha forçou os chefes locais do continente a concordar com a proteção alemã, levando o sultão Bargaxe ibne Saíde de Zanzibar a protestar. Coincidindo com a Conferência de Berlim e a partilha da África, ainda mais para o interesse alemão, logo foi mostrado em 1885 com a chegada da recém-criada Companhia Alemã da África Oriental, que tinha a missão de colonizar a área.
Em 1886, os alemães e os britânicos secretamente se encontraram e discutiram seus objetivos na expansão na África Oriental, com zonas de influência já aprovadas no ano anterior, com o britânicos a tomaram o que se tornaria o Quênia e os alemães ficaram com o território  que é hoje a Tanzânia. Ambas as potências arrendaram o território costeiro de Zanzibar e estabeleceram estações comerciais e postos avançados. Ao longo dos próximos anos, todas as posses continentais de Zanzibar foram tomados por potências imperiais da Europa, a partir de 1888, quando a Companhia Imperial Britânica da África Oriental assumiu a administração de Mombaça. No mesmo ano, a Companhia Alemã da África Oriental adquiriu regra formal e o direto sobre a área costeira previamente submetida à proteção da Alemanha. Isto resultou em uma revolta, a revolta Abushiri, que foi derrubada pela operação naval anglo-germânica que anunciou o fim da influência de Zanzibar no continente.

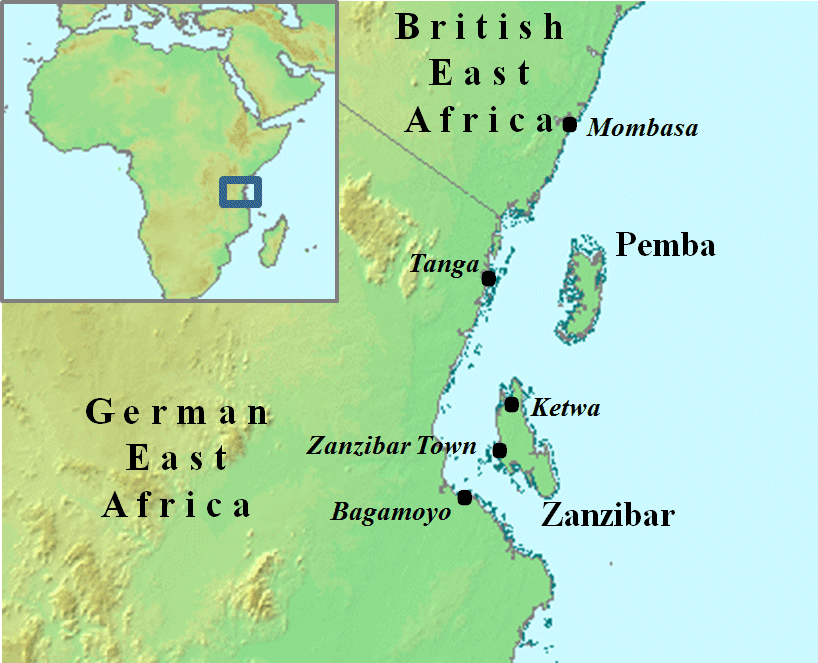
Ilha de Unguja e o continente Africano.

### Soberania britânica
Com a assinatura do Tratado de Helgoland-Zanzibar entre o Reino Unido e o Império Alemão em 1890, a própria Zanzibar tornou-se um protetorado britânico. Em agosto de 1896, a Grã-Bretanha e o Zanzibar travaram uma guerra de 38 minutos, a mais curta da história, após a morte do Sultão Hamade ibne Tuaini de Zanzibar. A luta pela sucessão ocorreu quando o primo do Sultão Calide ibne Bargaxe de Zanzibar tomou o poder. Os britânicos, queriam que Hamude ibne Maomé de Zanzibar se tornasse Sultão, acreditando que ele seria muito mais fácil de trabalhar. Os britânicos deram a Calide uma hora para desocupar o palácio do Sultão na Cidade de Pedra. Calide não fez isso, mas montou um exército de 2.800 homens para lutar contra os britânicos. Os britânicos lançaram um ataque contra o palácio e outros locais ao redor da cidade depois Calide recuou e depois partiu para o exílio. Hamude foi então pacificamente instalado como Sultão.
Em dezembro de 1963, Zanzibar foi concedido a independência do Reino Unido e tornando-se monarquia constitucional. O Sultão Janxide ibne Abedalá de Zanzibar foi derrubado um mês depois, depois da Revolução de Zanzibar. Jamshid fugiu para o exílio, e o Sultanato foi substituído pela República Popular de Zanzibar e Pemba. Em abril de 1964, esta república comunista de curta duração se uniu à Tanganica para formar a República Unida da Tanganica e Zanzibar, que se tornou conhecida como a Tanzânia, seis meses depois.

## Demografia
Em 1964, o país era uma monarquia constitucional governada pelo Sultão Janxide ibne Abedalá de Zanzibar. Zanzibar tinha uma população de cerca de 230.000 africanos, alguns dos quais alegavam ascendência persa e eram conhecidos localmente como Shirazis, e também continha minorias significativas de 50.000 árabes e 20.000 sul-asiáticos que eram de destaque no mundo dos negócios e comércio. Os vários grupos étnicos estavam se tornando mistos e as distinções entre eles haviam se desfocado; de acordo com um historiador, uma importante razão para o apoio geral para o Sultão Janxide era a diversidade étnica de sua família. No entanto, os habitantes árabes da ilha, como os principais proprietários de terras, geralmente eram mais ricos do que os africanos; os principais partidos políticos foram organizados em grande parte ao longo das linhas étnicas, com os árabes dominando o Partido Nacionalista de Zanzibar (ZNP) e os africanos o Partido Afro-Shirazi (ASP).